# Ulrich Schroth
Ulrich Schroth (* 5. Oktober 1946 in Worms) ist ein deutscher Jurist und ehemaliger Hochschullehrer an der Ludwig-Maximilians-Universität München.

## Leben
Schroth studierte ab 1966 Rechtswissenschaften an der Universität Saarbrücken, ab 1969 an der Universität München. Dort legte er 1971 sein Erstes Juristisches Staatsexamen ab. Hiernach war er zwei Jahre lang an einem philosophischen Forschungsprojekt unter der Leitung Eike von Savigny, einem Nachfahren des berühmten Rechtswissenschaftlers Friedrich Carl von Savigny. An diese Tätigkeit schloss Schroth sein Referendariat an, sein Zweites Staatsexamen folgte 1976. 1983 promovierte er bei Winfried Hassemer und Arthur Kaufmann. Mit seiner Habilitation 1987 erwarb er die venia legendi für die Fächer Strafrecht, Strafprozessrecht, Rechtsphilosophie und Rechtssoziologie.
Ab dem folgenden Wintersemester 1987/1988 hatte Schroth den Lehrstuhl für Strafrecht, Strafprozessrecht, Rechtsphilosophie und Rechtssoziologie an der Universität München. Diesen Lehrstuhl bekleidete Schroth bis zu seiner Emeritierung im Jahr 2015. Von 2007 bis 2009 war er Dekan der Münchener rechtswissenschaftlichen Fakultät, von 2009 bis 2011 deren Prodekan. Zudem leitete Schroth diverse Forschungsprojekte, wie beispielsweise von 1998 bis 2001 das Projekt „Kriterien gerechter Organverteilung“ oder von 2006 bis 2009 zusammen mit Wilhelm Vossenkuhl das Projekt „Paternalismus als Grundlagenproblem der Moralphilosophie und des Rechts am Beispiel medizinethischer Fragestellungen - Forschungsperspektiven“. Von 2003 bis 2008 war Schroth zudem Erster Vizepräsident der Deutschen Akademie für Transplantationsmedizin.

## Werke (Auswahl)
- Theorie und Praxis subjektiver Auslegung im Strafrecht. Duncker & Humblot, Berlin 1983, ISBN 978-3-428-05388-9 (Dissertation).
- Vorsatz als Aneignung der unrechtskonstituierenden Merkmale. Peter Lang Verlagsgruppe, Frankfurt am Main 1994, ISBN 978-3-631-47544-7.
- Vorsatz und Irrtum. C.H. Beck, München 1998, ISBN 978-3-406-43532-4.
- Ulrich Schroth, Peter König, Thomas Gutmann, Fuat Oduncu: Transplantationsgesetz: TPG, Kommentar. 1. Auflage. C.H. Beck, München 2005, ISBN 978-3-406-51741-9.
- Claus Roxin, Ulrich Schroth (Hrsg.): Handbuch des Medizinstrafrechts. 4. Auflage. Boorberg, Stuttgart / München 2010, ISBN 978-3-415-04420-3.